# Roye (Haute-Saône)
Roye is een gemeente in het Franse departement Haute-Saône (regio Bourgogne-Franche-Comté). De plaats maakt deel uit van het arrondissement Lure. Roye telde op 1 januari 2022 1.486 inwoners.

## Geografie
De oppervlakte van Roye bedroeg op 1 januari 2022 10,37 vierkante kilometer; de bevolkingsdichtheid was toen 143,3 inwoners per km².

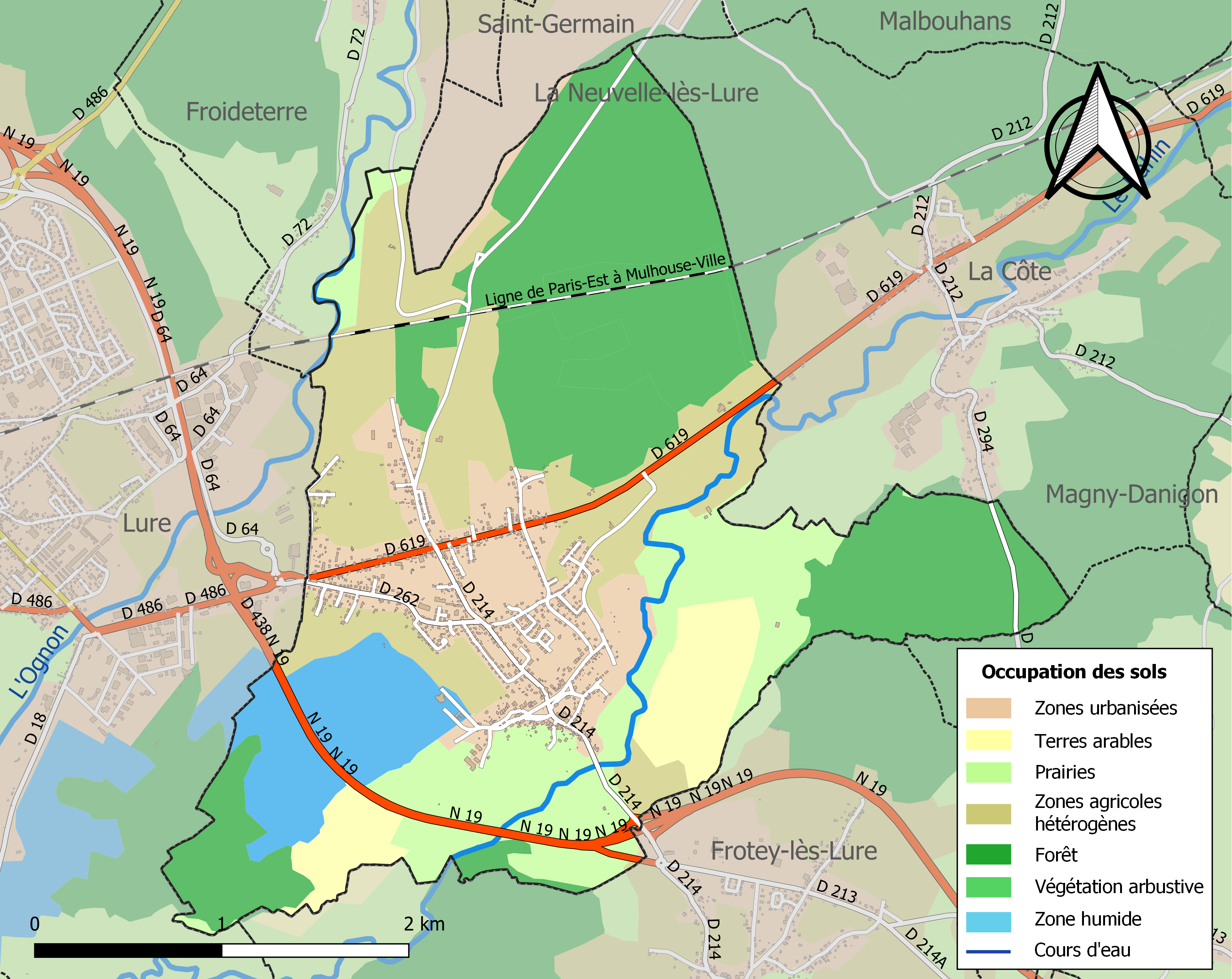
Kaart van de gemeente met de belangrijkste infrastructuur, bodemgebruik en omliggende gemeenten

## Demografie
Onderstaande figuur toont het verloop van het inwonertal (bron: INSEE-tellingen).